# Acquisizioni di Alphabet

Logo di Google

Google LLC è una società di motori di ricerca web che ha acquisito in media più di una società a settimana nel 2010 e nel 2011. La tabella seguente è una lista di acquisizioni, con ogni acquisizione elencata nella sua interezza, se non diversamente specificato. La data di acquisizione elencata è la data dell'accordo tra Google e l'oggetto dell'acquisizione. Poiché Google ha sede negli Stati Uniti, l'acquisizione è quotata in dollari statunitensi. Se il prezzo di un'acquisizione non è elencato, vuol dire che non è stato indicato da Google. Google stessa è stata riorganizzata in una filiale di una più grande holding conosciuta come Alphabet Inc. nel 2015.

Cronologia dei prodotti, servizi e acquisizioni di Google

A dicembre 2016, Alphabet aveva acquisito oltre 200 società, e la sua più grande acquisizione era Motorola Mobility, un'azienda produttrice di dispositivi mobili, per 12,5 miliardi di dollari statunitensi. La maggior parte delle aziende acquisite da Google hanno sede negli Stati Uniti e, a loro volta, la maggior parte di queste ha sede nella zona della baia di San Francisco o nei suoi dintorni. Ad oggi, Alphabet si è sottratto da quattro unità business: Frommers, che venne venduto ad Arthur Frommer nell'aprile 2012; SketchUp, che venne venduto a Trimble nell'aprile 2012, Boston Dynamics all'inizio del 2016 e Google Radio Automation, che venne venduta a WideOrbit nel 2009.
Molti prodotti Google sono nati come servizi forniti da società acquisite da Google. Ad esempio, la prima acquisizione di Google è stata la società Usenet Deja News e i suoi servizi sono diventati Google Gruppi. Allo stesso modo, Google ha acquisito Dodgeball, una società di servizi di rete sociale, e alla fine l'ha sostituita con Google Latitude. Altre acquisizioni includono la società di applicazioni web JotSpot, che divenne Google Sites; la società Voice over IP GrandCentral, che divenne Google Voice; e la società di servizi di hosting video Next New Networks, che divenne YouTube Next Lab e Audience Development Group. L'amministratore delegato Larry Page ha spiegò che i potenziali candidati all'acquisizione devono superare una sorta di "test" per verificarne la loro reale utilità.
A seguito dell'acquisizione della startup israeliana Waze nel giugno 2013, Google presentò un deposito 10-Q con Securities Exchange Commission (SEC) che rivelò che la società avesse speso 1,3 miliardi di dollari in acquisizioni durante la prima metà del 2013.

## Acquisizioni chiave
Ad ottobre 2006, Google annunciò di aver acquisito il sito di condivisione video YouTube per 1,65 miliardi di dollari in azioni Google, e l'accordo venne finalizzato il 13 novembre 2006.
Il 13 aprile 2007, Google raggiunse un accordo per acquisire DoubleClick per 3,1 miliardi di dollari, trasferendo a Google preziose relazioni che DoubleClick aveva con editori web e agenzie pubblicitarie. L'accordo è stato approvato nonostante le preoccupazioni anti-trust sollevate dai concorrenti Microsoft e AT&T.
Il 15 agosto 2011, Google effettuò la sua più grande acquisizione mai effettuata fino a quel momento quando annunciò che avrebbe acquisito Motorola Mobility per 12,5 miliardi di dollari. soggetto ad approvazione da parte delle autorità di regolamentazione negli Stati Uniti e in Europa. Questo acquisto venne realizzato in parte per aiutare Google a ottenere il considerevole portafoglio di brevetti di Motorola su telefoni cellulari e tecnologie wireless, per proteggere Google nelle sue continue controversie sui brevetti con altre società, principalmente Apple e Microsoft, e per consentirgli di continuare a offrire liberamente Android. La fusione venne completata il 22 maggio 2012, dopo l'approvazione della Cina.
Nel giugno 2013, Google acquisì Waze, che costò 966 milioni di dollari. Mentre Waze sarebbe rimasta un'entità indipendente, le sue caratteristiche sociali, come la sua piattaforma di localizzazione crowdsourcing, sono state considerate preziose integrazioni tra Waze e Google Maps, il servizio di mappatura di Google stesso.
Il 26 gennaio 2014, Google annunciò di aver accettato di acquisire DeepMind Technologies, un'azienda privata di intelligenza artificiale con sede Londra. DeepMind si descrive capace di combinare le migliori tecniche dall'apprendimento automatico e dalla neuroscienza dei sistemi per costruire algoritmi di apprendimento generici. Le prime applicazioni commerciali di DeepMind sono state utilizzate nelle simulazioni, nel commercio online e nei giochi. A dicembre 2013 venne riferito che DeepMind avesse circa 75 dipendenti. Il sito web Recode riportò che la società fosse stata acquistata per 400 milioni di dollari sebbene non sia stato divulgato da dove provenisseri le informazioni. L'acquisto di DeepMind aiuta nella recente crescita di Google nella comunità di intelligenza artificiale e robotica.

## Lista di fusioni e acquisizioni
| Data d'acquisizione | Azienda                         | Settore                                                        | Paese         | Valore (USD)                  | Usato come o integrato in                        | Note                               |
| ------------------- | ------------------------------- | -------------------------------------------------------------- | ------------- | ----------------------------- | ------------------------------------------------ | ---------------------------------- |
| 12 febbraio 2001    | Dejavue                         | Usenet                                                         | Stati Uniti   | —                             | Google Groups                                    | [ 26 ] [ 27 ] [ 28 ] [ 29 ]        |
| 20 settembre 2001   | Outride                         | Motore di ricerca                                              | Stati Uniti   | —                             | Google Personalized Search                       | [ 30 ]                             |
| febbraio 2003       | Pyra Labs                       | Software per blog                                              | Stati Uniti   | —                             | Blogger                                          | [ 31 ]                             |
| aprile 2003         | Neotonic Software               | Customer relationship management                               | Stati Uniti   | —                             | Google Groups, Gmail                             | [ 32 ]                             |
| aprile 2003         | Applied Semantics               | Pubblicità online                                              | Stati Uniti   | $102,000,000                  | Google AdSense, AdWords                          | [ 33 ] [ 34 ] [ 35 ] [ 36 ] [ 37 ] |
| 30 settembre 2003   | Kaltix                          | Motore di ricerca                                              | Stati Uniti   | —                             | iGoogle                                          | [ 38 ]                             |
| ottobre 2003        | Sprinks                         | Pubblicità online                                              | Stati Uniti   | —                             | Google AdSense, AdWords                          | [ 39 ]                             |
| ottobre 2003        | Genius Labs                     | Blogging                                                       | Stati Uniti   | —                             | Blogger                                          | [ 40 ]                             |
| 10 maggio 2004      | Ignite Logic                    | Editor web                                                     | Stati Uniti   | —                             | Google Sites                                     | [ 41 ]                             |
| 13 luglio 2004      | Picasa                          | Image organizer                                                | Stati Uniti   | —                             | Picasa, Blogger                                  | [ 42 ]                             |
| settembre 2004      | ZipDash                         | Analisi di traffico                                            | Stati Uniti   | —                             | Google Maps                                      | [ 43 ]                             |
| ottobre 2004        | Where2                          | Analisi mappe                                                  | Australia     | —                             | Google Maps                                      | [ 44 ]                             |
| 27 ottobre 2004     | Keyhole                         | Analisi mappe                                                  | Stati Uniti   | —                             | Google Maps, Google Earth                        | [ 45 ]                             |
| 28 marzo 2005       | Urchin Software Corporation     | Web analytics                                                  | Stati Uniti   | —                             | Google Analytics                                 | [ 46 ]                             |
| 12 maggio 2005      | Dodgeball                       | Servizio di rete sociale                                       | Stati Uniti   | —                             | Google Latitude                                  | [ 47 ]                             |
| 19 luglio 2005      | Akwan Information Technologies  | Motore di ricerca                                              | Brasile       | —                             | Internet backbone                                | [ 48 ]                             |
| luglio 2005         | Reqwireless                     | Mobile browser                                                 | Canada        | —                             | Google Mobile                                    | [ 49 ]                             |
| 17 agosto 2005      | Android                         | Sistema operativo per dispositivi mobili                       | Stati Uniti   | $50,000,000                   | Android                                          | [ 50 ] [ 51 ]                      |
| novembre 2005       | Skia                            | Graphics library                                               | Stati Uniti   | —                             | Skia                                             | [ 52 ]                             |
| 27 dicembre 2005    | Phatbits                        | Widget engine                                                  | Stati Uniti   | —                             | Google Desktop                                   | [ 53 ]                             |
| 31 dicembre 2005    | allPAY                          | Mobile software                                                | Germania      | —                             | Google Mobile                                    | [ 54 ]                             |
| 31 dicembre 2005    | bruNET                          | Mobile software                                                | Germania      | —                             | Google Mobile                                    | [ 54 ]                             |
| 17 gennaio 2006     | dMarc Broadcasting              | Pubblicità                                                     | Stati Uniti   | $102,000,000                  | Google AdSense                                   | [ 55 ]                             |
| 14 febbraio 2006    | Measure Map                     | Weblog software                                                | Stati Uniti   | —                             | Google Analytics                                 | [ 56 ]                             |
| 9 marzo 2006        | Upstartle                       | Videoscrittura                                                 | Stati Uniti   | —                             | Google Docs                                      | [ 57 ]                             |
| 14 marzo 2006       | @Last Software                  | Software di modellazione 3D                                    | Stati Uniti   | —                             | Google Sketchup                                  | [ 58 ]                             |
| 9 aprile 2006       | Orion                           | Motore di ricerca web                                          | Australia     | —                             | Google Search                                    | [ 59 ]                             |
| 1º giugno 2006      | 2Web Technologies               | Online spreadsheets                                            | Stati Uniti   | —                             | Google Spreadsheet                               | [ 60 ] [ 61 ]                      |
| 15 agosto 2006      | Neven Vision Germany            | Visione artificiale                                            | Germania      | —                             | Picasa, Google Goggles                           | [ 62 ]                             |
| 9 ottobre 2006      | YouTube                         | Video sharing                                                  | Stati Uniti   | $1,650,000,000                | YouTube                                          | [ 63 ] [ 64 ]                      |
| 31 ottobre 2006     | JotSpot                         | Applicazione web                                               | Stati Uniti   |                               | Google Sites                                     | [ 65 ]                             |
| 18 dicembre 2006    | Endoxon                         | Mapping                                                        | Svizzera      | $28,000,000                   | Google Maps                                      | [ 66 ]                             |
| 16 febbraio 2007    | Adscape                         | In-game advertising                                            | Stati Uniti   | $23,000,000                   | Google AdSense                                   | [ 67 ]                             |
| 16 marzo 2007       | Trendalyzer                     | Statistical software                                           | Svezia        | —                             | Google Analytics                                 | [ 68 ]                             |
| 28 maggio 2007      | Crusix                          | Servizio di rete sociale                                       | Stati Uniti   | —                             | YouTube                                          | —                                  |
| 13 aprile 2007      | DoubleClick                     | Pubblicità online                                              | Stati Uniti   | $3,100,000,000                | Google AdSense                                   | [ 69 ] [ 70 ] [ 71 ]               |
| 17 aprile 2007      | Tonic Systems                   | Elaboratore di presentazioni                                   | Stati Uniti   | —                             | Google Docs                                      | [ 72 ]                             |
| 19 aprile 2007      | Marratech                       | Videoconferencing                                              | Svezia        | $15,000,000                   | Google Talk, Google Hangouts                     | [ 73 ]                             |
| 11 maggio 2007      | GreenBorder                     | Sicurezza informatica                                          | Stati Uniti   | —                             | Google Chrome                                    | [ 74 ]                             |
| 1º giugno 2007      | Panoramio                       | Photo sharing                                                  | Spagna        | —                             | Panoramio                                        | [ 75 ]                             |
| 3 giugno 2007       | FeedBurner                      | Web feed                                                       | Stati Uniti   | $100,000,000                  | FeedBurner                                       | [ 76 ]                             |
| 5 giugno 2007       | PeakStream                      | Calcolo parallelo                                              | Stati Uniti   | —                             | Android                                          | [ 77 ]                             |
| 19 giugno 2007      | Zenter                          | Elaboratore di presentazioni                                   | Stati Uniti   | —                             | Google Docs                                      | [ 78 ]                             |
| 2 luglio 2007       | GrandCentral                    | Voice over IP                                                  | Stati Uniti   | $45,000,000                   | Google Voice                                     | [ 79 ] [ 80 ]                      |
| 20 luglio 2007      | ImageAmerica                    | Aerofotogrammetria                                             | Stati Uniti   | —                             | Google Maps                                      | [ 81 ]                             |
| 9 luglio 2007       | Postini                         | Communications security                                        | Stati Uniti   | $625,000,000                  | Gmail                                            | [ 82 ]                             |
| 27 settembre 2007   | Zingku                          | Servizio di rete sociale                                       | Stati Uniti   | —                             | Google Mobile                                    | [ 83 ]                             |
| 9 ottobre 2007      | Jaiku                           | Microblogging                                                  | Finlandia     | —                             | Google Mobile                                    | [ 84 ]                             |
| 30 luglio 2008      | Omnisio                         | Online video                                                   | Stati Uniti   | $15,000,000                   | YouTube                                          | [ 85 ]                             |
| 12 settembre 2008   | TNC                             | Weblog software                                                | Corea del Sud | —                             | Blogger                                          | [ 86 ]                             |
| 5 agosto 2009       | On2                             | Video compression                                              | Stati Uniti   | $133,000,000                  | WebM, YouTube                                    | [ 87 ]                             |
| 16 settembre 2009   | reCAPTCHA                       | Security                                                       | Stati Uniti   | —                             | Google Books                                     | [ 88 ]                             |
| 9 novembre 2009     | AdMob                           | Mobile advertising                                             | Stati Uniti   | —                             | DoubleClick, Invite Media                        | [ 89 ] [ 90 ] [ 91 ]               |
| 9 novembre 2009     | Gizmo5                          | Voice over IP                                                  | Stati Uniti   | $30,000,000                   | Google Talk, Google Hangouts                     | [ 92 ]                             |
| 23 novembre 2009    | Teracent                        | Pubblicità online                                              | Stati Uniti   | —                             | Google AdSense                                   | [ 93 ]                             |
| 4 dicembre 2009     | AppJet                          | Collaborative real-time editor                                 | Stati Uniti   | —                             | Google Wave, Google Docs                         | [ 94 ]                             |
| 12 febbraio 2010    | Aardvark                        | Social search                                                  | Stati Uniti   | $50,000,000                   | Aardvark                                         | [ 95 ]                             |
| 17 febbraio 2010    | reMail                          | Email search                                                   | Stati Uniti   | —                             | Gmail                                            | [ 96 ]                             |
| 1º marzo 2010       | Picnik                          | Elaborazione di immagini                                       | Stati Uniti   | —                             | Picasa                                           | [ 97 ] [ 98 ]                      |
| 5 marzo 2010        | DocVerse                        | Microsoft Office files sharing site                            | Stati Uniti   | $25,000,000                   | Google Docs                                      | [ 99 ]                             |
| 2 aprile 2010       | Episodic                        | Online video platform start-up                                 | Stati Uniti   | —                             | YouTube                                          | [ 100 ]                            |
| 12 aprile 2010      | Plink                           | Visual search engine                                           | Regno Unito   | —                             | Google Goggles                                   | [ 101 ]                            |
| 20 aprile 2010      | Agnilux                         | Server CPUs                                                    | Stati Uniti   | —                             | Android                                          | [ 102 ]                            |
| 27 aprile 2010      | LabPixies                       | Gadget                                                         | Israele       | —                             | iGoogle, Android                                 | [ 103 ]                            |
| 30 aprile 2010      | BumpTop                         | Desktop environment                                            | Canada        | $30,000,000                   | Android                                          | [ 104 ]                            |
| 18 maggio 2010      | Global IP Solutions             | Video and audio compression                                    | Stati Uniti   | $68,200,000                   | WebRTC                                           | [ 105 ] [ 106 ]                    |
| 20 maggio 2010      | Simplify Media                  | Music streaming                                                | Stati Uniti   | —                             | Android                                          | [ 107 ]                            |
| 21 maggio 2010      | Ruba.com                        | Travel                                                         | Stati Uniti   | —                             | iGoogle                                          | [ 108 ]                            |
| 3 giugno 2010       | Invite Media                    | Pubblicità                                                     | Stati Uniti   | $81,000,000                   | DoubleClick                                      | [ 109 ]                            |
| 16 luglio 2010      | Metaweb                         | Semantic search                                                | Stati Uniti   | —                             | Google Search                                    | [ 110 ]                            |
| agosto 2010         | Zetawire                        | Mobile payment, NFC                                            | Canada        | —                             | Android, Google Wallet, Google Checkout          | [ 111 ]                            |
| 4 agosto 2010       | Instantiations                  | Java/Eclipse/AJAX developer tools                              | Stati Uniti   | —                             | Google Web Toolkit                               | [ 112 ] [ 113 ]                    |
| 5 agosto 2010       | Slide.com                       | Social gaming                                                  | Stati Uniti   | $228,000,000                  | Google+, Orkut, Google Play                      | [ 114 ]                            |
| 10 agosto 2010      | Jambool                         | Social Gold payment                                            | Stati Uniti   | $70,000,000                   | Google+, Orkut                                   | [ 115 ]                            |
| 15 agosto 2010      | Like.com                        | Visual search engine                                           | Stati Uniti   | $100,000,000                  | Google Shopping                                  | [ 116 ] [ 117 ]                    |
| 30 agosto 2010      | Angstro                         | Servizio di rete sociale                                       | Stati Uniti   | —                             | Google, Google Alert                             | [ 118 ]                            |
| 30 agosto 2010      | SocialDeck                      | Social gaming                                                  | Canada        | —                             | Google, Google+                                  | [ 119 ]                            |
| 13 settembre 2010   | Quiksee                         | Online video                                                   | Israele       | $10,000,000                   | Google Maps                                      | [ 120 ]                            |
| 28 settembre 2010   | Plannr                          | Schedule management                                            | Stati Uniti   | —                             | Google+                                          | [ 121 ] [ 122 ]                    |
| 1º ottobre 2010     | BlindType                       | Touch typing                                                   | Grecia        | —                             | Android                                          | [ 123 ] [ 124 ]                    |
| 3 dicembre 2010     | Phonetic Arts                   | Sintesi vocale                                                 | Regno Unito   | —                             | Google Voice, Google Translate                   | [ 125 ]                            |
| 3 dicembre 2010     | Widevine Technologies           | DRM                                                            | Stati Uniti   | —                             | Google TV                                        | [ 126 ]                            |
| 13 gennaio 2011     | eBook Technologies              | E-book                                                         | Stati Uniti   | —                             | Google Books                                     | [ 127 ]                            |
| 25 gennaio 2011     | SayNow                          | Riconoscimento vocale                                          | Stati Uniti   | —                             | Google Voice                                     | [ 128 ]                            |
| 1º marzo 2011       | Zynamics                        | Security                                                       | Germania      | —                             | Project Zero (Google)                            | [ 129 ] [ 130 ]                    |
| 7 marzo 2011        | BeatThatQuote.com               | Price comparison service                                       | Regno Unito   | $65,000,000                   | Google Shopping                                  | [ 131 ] [ 132 ]                    |
| 7 marzo 2011        | Next New Networks               | Online video                                                   | Stati Uniti   | —                             | YouTube                                          | [ 133 ]                            |
| 16 marzo 2011       | Green Parrot Pictures           | Video digitale                                                 | Irlanda       | —                             | YouTube                                          | [ 134 ]                            |
| 8 aprile 2011       | PushLife                        | Service provider                                               | Canada        | $25,000,000                   | Google Play                                      | [ 135 ]                            |
| 12 aprile 2011      | ITA Software                    | Travel technology                                              | Stati Uniti   | $676,000,000                  | Google Flights                                   | [ 137 ]                            |
| 26 aprile 2011      | TalkBin                         | Mobile software                                                | Stati Uniti   | —                             | Android                                          | [ 138 ]                            |
| 23 maggio 2011      | Sparkbuy                        | Product search                                                 | Stati Uniti   | —                             | Google Shopping                                  | [ 139 ]                            |
| 3 giugno 2011       | PostRank                        | Social media analytics service                                 | Canada        | —                             | Google+ Google Analytics                         | [ 140 ]                            |
| 9 giugno 2011       | Admeld                          | Online advertising                                             | Stati Uniti   | $400,000,000                  | DoubleClick, Invite Media                        | [ 141 ] [ 142 ]                    |
| 18 giugno 2011      | SageTV                          | Media center                                                   | Stati Uniti   | —                             | Google TV, Google Fiber, Android TV              | [ 143 ]                            |
| 8 luglio 2011       | Punchd                          | Programma fedeltà                                              | Stati Uniti   | —                             | Google Offers                                    | [ 144 ] [ 145 ]                    |
| 21 luglio 2011      | Fridge                          | Gruppi sociali                                                 | Stati Uniti   | —                             | Google+                                          | [ 146 ]                            |
| 23 luglio 2011      | PittPatt                        | Riconoscimento facciale                                        | Stati Uniti   | —                             | Android                                          | [ 147 ] [ 148 ]                    |
| 1º agosto 2011      | Dealmap                         | One deal a day service                                         | Stati Uniti   | —                             | Google Offers                                    | [ 149 ]                            |
| 15 agosto 2011      | Motorola Mobility               | Produttore di dispositivi mobili                               | Stati Uniti   | $12,500,000,000               | Android, Google TV, Android TV, Patent portfolio | [ 150 ]                            |
| 7 settembre 2011    | Zave Networks                   | Buoni digitali                                                 | Stati Uniti   | —                             | Google Offers                                    | [ 151 ]                            |
| 8 settembre 2011    | Zagat                           | Recensioni di ristoranti                                       | Stati Uniti   | $151,000,000                  | Google Places, Google Maps                       | [ 152 ] [ 153 ] [ 154 ]            |
| 19 settembre 2011   | DailyDeal                       | One deal a day service                                         | Germania      | $114,000,000                  | Google Offers                                    | [ 155 ]                            |
| 11 ottobre 2011     | SocialGrapple                   | Social media analytics service                                 | Canada        | —                             | Google+ Google Analytics                         | [ 156 ]                            |
| 10 novembre 2011    | Apture                          | Instantaneous search                                           | Stati Uniti   | —                             | Google Search                                    | [ 157 ]                            |
| 14 novembre 2011    | Katango                         | Social circle organization                                     | Stati Uniti   | —                             | Google+                                          | [ 158 ]                            |
| 9 dicembre 2011     | RightsFlow                      | Gestione di diritti musicali                                   | Stati Uniti   | —                             | YouTube                                          | [ 159 ]                            |
| 13 dicembre 2011    | Clever Sense                    | Local recommendations app                                      | Stati Uniti   | —                             | Google Maps                                      | [ 160 ] [ 161 ]                    |
| 16 marzo 2012       | Milk                            | Software company                                               | Stati Uniti   | —                             | Google+                                          | [ 162 ]                            |
| 2 aprile 2012       | TxVia                           | Pagamenti online                                               | Stati Uniti   | —                             | Google Wallet, Google Checkout                   | [ 163 ]                            |
| 4 giugno 2012       | Meebo                           | Rete sociale                                                   | Stati Uniti   | $100,000,000                  | Google+                                          | [ 164 ]                            |
| 5 giugno 2012       | Quickoffice                     | Mobile office suite                                            | Stati Uniti   | —                             | Google Docs                                      | [ 165 ]                            |
| 20 luglio 2012      | Sparrow                         | Mobile apps                                                    | Francia       | $25,000,000                   | Gmail                                            | [ 166 ] [ 167 ] [ 168 ]            |
| 2012                | WIMM Labs                       | Android-powered smartwatches                                   | Stati Uniti   | —                             | Android Wear                                     | [ 169 ]                            |
| 1º agosto 2012      | Wildfire Interactive            | Social media marketing                                         | Stati Uniti   | $450,000,000                  | Google, Google+                                  | [ 170 ]                            |
| 7 settembre 2012    | VirusTotal.com                  | Security                                                       | Spagna        | —                             | Chronicle                                        | [ 171 ] [ 172 ]                    |
| 17 settembre 2012   | Nik Software                    | Photography                                                    | Stati Uniti   | —                             | Google, Android                                  | [ 173 ] [ 174 ] [ 175 ]            |
| 1º ottobre 2012     | Viewdle                         | Riconoscimento facciale                                        | Ucraina       | $45,000,000                   | Android                                          | [ 176 ] [ 177 ]                    |
| 28 novembre 2012    | Incentive Targeting             | Digital coupons                                                | Stati Uniti   | —                             | Google Offers                                    | [ 178 ] [ 179 ]                    |
| 30 novembre 2012    | BufferBox                       | Package delivery                                               | Canada        | $17,000,000                   | Google Shopping, Android                         | [ 180 ] [ 181 ]                    |
| 6 febbraio 2013     | Channel Intelligence            | Commercio online                                               | Stati Uniti   | $125,000,000                  | Google Shopping                                  | [ 182 ]                            |
| 12 marzo 2013       | DNNresearch                     | Deep Neural Networks                                           | Canada        | —                             | Google, X                                        | [ 183 ]                            |
| 15 marzo 2013       | Talaria Technologies            | Cloud computing                                                | Stati Uniti   | —                             | Google Cloud                                     | [ 184 ]                            |
| 12 aprile 2013      | Behavio                         | Social Prediction                                              | Stati Uniti   | —                             | Google Now                                       | [ 185 ]                            |
| 23 aprile 2013      | Wavii                           | Natural Language Processing                                    | Stati Uniti   | $30,000,000                   | Google Knowledge Graph                           | [ 186 ]                            |
| 23 maggio 2013      | Makani Power                    | Airborne wind turbines                                         | Stati Uniti   | —                             | X                                                | [ 187 ]                            |
| 11 giugno 2013      | Waze                            | GPS navigation software                                        | Israele       | $966,000,000                  | Google Maps, Waze                                | [ 7 ]                              |
| 16 settembre 2013   | Bump                            | Mobile software                                                | Stati Uniti   | —                             | Google Photos                                    | [ 188 ]                            |
| 2 ottobre 2013      | Flutter                         | Gesture recognition technology                                 | Stati Uniti   | $40,000,000                   | Google, Android, X                               | [ 189 ]                            |
| 22 ottobre 2013     | FlexyCore                       | DroidBooster App for Android                                   | Francia       | $23,000,000                   | Android                                          | [ 190 ]                            |
| 2 dicembre 2013     | Schaft                          | Robotica, humanoid robots                                      | Giappone      | —                             | X                                                | [ 191 ]                            |
| 3 dicembre 2013     | Industrial Perception           | Robotic arms, visione artificiale                              | Stati Uniti   | —                             | X                                                | [ 191 ]                            |
| 4 dicembre 2013     | Redwood Robotics                | Robotic arms                                                   | Stati Uniti   | —                             | X                                                | [ 191 ]                            |
| 5 dicembre 2013     | Meka Robotics                   | Robot                                                          | Stati Uniti   | —                             | X                                                | [ 191 ]                            |
| 6 dicembre 2013     | Holomni                         | Robotic wheels                                                 | Stati Uniti   | —                             | X                                                | [ 191 ]                            |
| 7 dicembre 2013     | Bot & Dolly                     | Robotic cameras                                                | Stati Uniti   | —                             | X                                                | [ 191 ]                            |
| 8 dicembre 2013     | Autofuss                        | Ads and Design                                                 | Stati Uniti   | —                             | X                                                | [ 191 ]                            |
| 4 gennaio 2014      | Bitspin                         | Timely App for Android                                         | Svizzera      | —                             | Android                                          | [ 192 ]                            |
| 13 gennaio 2014     | Nest Labs                       | Domotica                                                       | Stati Uniti   | $3,200,000,000                | Nest Labs                                        | [ 193 ] [ 194 ]                    |
| 15 gennaio 2014     | Impermium                       | Internet security                                              | Stati Uniti   | —                             | Project Zero (Google)                            | [ 195 ]                            |
| 26 gennaio 2014     | DeepMind Technologies           | Artificial intelligence                                        | Regno Unito   | $625,000,000                  | Google DeepMind                                  | [ 196 ] [ 197 ]                    |
| 16 febbraio 2014    | SlickLogin                      | Internet Security                                              | Israele       | —                             | Project Zero (Google)                            | [ 198 ]                            |
| 21 febbraio 2014    | spider.io                       | Anti-click fraud                                               | Regno Unito   | —                             | DoubleClick, Adsense                             | [ 199 ]                            |
| 12 marzo 2014       | GreenThrottle                   | Gadgets                                                        | Stati Uniti   | —                             | Android                                          | [ 200 ] [ 201 ]                    |
| 14 aprile 2014      | Titan Aerospace                 | Aeromobile a pilotaggio remoto                                 | Stati Uniti   | —                             | Project Loon                                     | [ 202 ] [ 203 ] [ 204 ]            |
| 2 maggio 2014       | Rangespan                       | Commercio elettronico                                          | Regno Unito   | —                             | Google Shopping                                  | [ 205 ]                            |
| 6 maggio 2014       | Adometry                        | Online advertising attribution                                 | Stati Uniti   | —                             | Google Analytics Google AdSense                  | [ 206 ]                            |
| 7 maggio 2014       | Appetas                         | Restaurant website creation                                    | Stati Uniti   | —                             | Google My Business                               | [ 207 ]                            |
| 7 maggio 2014       | Stackdriver                     | Cloud computing                                                | Stati Uniti   | —                             | Google Cloud Platform                            | [ 208 ]                            |
| 7 maggio 2014       | MyEnergy                        | Online energy usage monitoring                                 | Stati Uniti   | —                             | Nest Labs                                        | [ 209 ]                            |
| 16 maggio 2014      | Quest Visual                    | Realtà aumentata                                               | Stati Uniti   | —                             | Google Translate                                 | [ 210 ]                            |
| 19 maggio 2014      | Divide                          | Mobile device management                                       | Stati Uniti   | —                             | Android for Work                                 | [ 211 ]                            |
| 10 giugno 2014      | Skybox Imaging                  | Satellite                                                      | Stati Uniti   | $500,000,000                  | Google Maps, Project Loon                        | [ 212 ]                            |
| 19 giugno 2014      | mDialog                         | Pubblicità online                                              | Canada        | —                             | DoubleClick                                      | [ 213 ]                            |
| 19 giugno 2014      | Alpental Technologies           | Wireless                                                       | Stati Uniti   | —                             | Google                                           | [ 213 ]                            |
| 20 giugno 2014      | Dropcam                         | Home monitoring                                                | Stati Uniti   | $555,000,000                  | Nest Labs                                        | [ 214 ]                            |
| 25 giugno 2014      | Appurify                        | Automated application testing                                  | Stati Uniti   | —                             | Android                                          | [ 215 ]                            |
| 1º luglio 2014      | Songza                          | Music streaming                                                | Stati Uniti   | —                             | Google Play, Android TV                          | [ 216 ]                            |
| 23 luglio 2014      | drawElements                    | Graphics compatibility testing                                 | Finlandia     | —                             | Android                                          | [ 217 ]                            |
| 6 agosto 2014       | Emu                             | IM client                                                      | Stati Uniti   | —                             | Google Hangouts, Google Now                      | [ 218 ]                            |
| 6 agosto 2014       | Director                        | Mobile video                                                   | Stati Uniti   | —                             | YouTube, Android                                 | [ 219 ]                            |
| 17 agosto 2014      | Jetpac                          | Intelligenza artificiale, image recognition                    | Stati Uniti   | —                             | Picasa                                           | [ 220 ]                            |
| 23 agosto 2014      | Gecko Design                    | Mechanical design                                              | Stati Uniti   | —                             | X                                                | [ 221 ]                            |
| 26 agosto 2014      | Zync Render                     | Cloud-based visual effects software                            | Stati Uniti   | —                             | Google Cloud Platform                            | [ 222 ]                            |
| 10 settembre 2014   | Lift Labs                       | Liftware                                                       | Stati Uniti   | —                             | Verily                                           | [ 223 ]                            |
| 11 settembre 2014   | Polar                           | Social polling                                                 | Stati Uniti   | —                             | Google+                                          | [ 224 ]                            |
| 21 ottobre 2014     | Firebase                        | Application development platform                               | Stati Uniti   | —                             | Google Cloud Platform                            | [ 225 ]                            |
| 23 ottobre 2014     | Dark Blue Labs & Vision Factory | Intelligenza artificiale                                       | Regno Unito   | decine di milioni di sterline | Google DeepMind                                  | [ 226 ]                            |
| 24 ottobre 2014     | Revolv                          | Domotica                                                       | Stati Uniti   | —                             | Nest Labs                                        | [ 227 ]                            |
| 19 novembre 2014    | RelativeWave                    | Mobile software prototyping                                    | Stati Uniti   | —                             | Android                                          | [ 228 ]                            |
| 17 dicembre 2014    | Vidmaker                        | Montaggio video                                                | Stati Uniti   | —                             | YouTube                                          | [ 229 ]                            |
| 4 febbraio 2015     | Launchpad Toys                  | Child-friendly apps                                            | Stati Uniti   | —                             | YouTube for Kids                                 | [ 230 ] [ 231 ]                    |
| 8 febbraio 2015     | Odysee                          | Multimedia sharing and storage                                 | Stati Uniti   | —                             | Google+                                          | [ 232 ]                            |
| 23 febbraio 2015    | Softcard                        | Mobile payments                                                | Stati Uniti   | —                             | Android Pay                                      | [ 233 ] [ 234 ]                    |
| 24 febbraio 2015    | Red Hot Labs                    | App advertising and discovery                                  | Stati Uniti   | —                             | Google Play                                      | [ 235 ]                            |
| 16 aprile 2015      | Thrive Audio                    | Surround sound technology                                      | Irlanda       | —                             | Google Cardboard                                 | [ 236 ]                            |
| 16 aprile 2015      | Skillman & Hackett              | Programmi di realtà virtuale                                   | Stati Uniti   | —                             | Tilt Brush                                       | [ 236 ]                            |
| 4 maggio 2015       | Timeful                         | Mobile software                                                | Stati Uniti   | —                             | Google Inbox, Google Calendar                    | [ 237 ]                            |
| 28 maggio 2015      | Pulse.io                        | Mobile app optimizer                                           | Stati Uniti   | —                             | Android                                          | [ 238 ]                            |
| 21 luglio 2015      | Pixate                          | Mobile software prototyping                                    | Stati Uniti   | —                             | Android                                          | [ 239 ]                            |
| 21 settembre 2015   | Oyster                          | E-book subscriptions                                           | Stati Uniti   | —                             | Google Play Books                                | [ 240 ]                            |
| 30 settembre 2015   | Jibe Mobile                     | Rich Communication Services                                    | Stati Uniti   | —                             | Android                                          | [ 241 ]                            |
| 18 giugno 2015      | Agawi                           | Mobile application streaming                                   | Stati Uniti   | —                             | Android, Google Play                             | [ 242 ]                            |
| 17 ottobre 2015     | Digisfera                       | 360-degree photography                                         | Portogallo    | —                             | Street View                                      | [ 243 ]                            |
| 11 novembre 2015    | Fly Labs                        | Montaggio video                                                | Stati Uniti   | —                             | Google Photos                                    | [ 244 ]                            |
| 11 novembre 2015    | bebop                           | Cloud software                                                 | Stati Uniti   | $380,000,000                  | Google Cloud Platform                            | [ 245 ]                            |
| 12 febbraio 2016    | BandPage                        | Piattaforma per musicisti                                      | Stati Uniti   | —                             | YouTube                                          | [ 246 ]                            |
| 18 febbraio 2016    | Pie                             | Enterprise communications                                      | Singapore     | —                             | Spaces (app)                                     | [ 247 ]                            |
| 2 maggio 2016       | Synergyse                       | Tutorial interattivi                                           | Canada        | —                             | Google Docs                                      | [ 248 ]                            |
| 22 giugno 2016      | Webpass                         | Fornitore di servizi internet                                  | Stati Uniti   | —                             | Google Fiber                                     | [ 249 ]                            |
| 6 luglio 2016       | Moodstocks                      | Image recognition                                              | Francia       | —                             | Google Photos                                    | [ 250 ]                            |
| 8 luglio 2016       | Anvato                          | Cloud-based video services                                     | Stati Uniti   | —                             | Google Cloud Platform                            | [ 251 ]                            |
| 12 luglio 2016      | Kifi                            | Link management                                                | Stati Uniti   | —                             | Spaces (app)                                     | [ 252 ]                            |
| 27 luglio 2016      | LaunchKit                       | Mobile tool maker                                              | Stati Uniti   | —                             | Firebase                                         | [ 253 ]                            |
| 8 agosto 2016       | Orbitera                        | Cloud software                                                 | Stati Uniti   | $100,000,000                  | Google Cloud Platform                            | [ 254 ]                            |
| 8 settembre 2016    | Apigee                          | API management and predictive analytics                        | Stati Uniti   | $625,000,000                  | Google Cloud Platform                            | [ 255 ]                            |
| 15 settembre 2016   | Urban Engines                   | Location-based analytics                                       | Stati Uniti   | —                             | Google Maps                                      | [ 256 ] [ 257 ]                    |
| 19 settembre 2016   | API.AI                          | Natural language processing                                    | Stati Uniti   | —                             | Google Assistant                                 | [ 258 ] [ 259 ]                    |
| 11 ottobre 2016     | FameBit                         | Branded content                                                | —             | —                             | YouTube                                          | [ 260 ]                            |
| 24 novembre 2016    | Eyefluence                      | Eye tracking, virtual reality                                  | —             | —                             | Google VR                                        | [ 261 ] [ 262 ]                    |
| 5 novembre 2016     | LeapDroid                       | Android Emulator                                               | Stati Uniti   | —                             | Android                                          | [ 263 ]                            |
| 21 novembre 2016    | Qwiklabs                        | Cloud-based hands-on training platform                         | —             | —                             | Google Cloud Platform                            | [ 264 ]                            |
| 13 dicembre 2016    | Cronologics                     | Smartwatch                                                     | Stati Uniti   | —                             | Android Wear                                     | [ 265 ]                            |
| 5 gennaio 2017      | Limes Audio                     | Voice communication                                            | Svezia        | —                             | Google Duo, Google Hangouts                      | [ 266 ]                            |
| 19 gennaio 2017     | Fabric                          | Mobile app platform                                            | Stati Uniti   | —                             | Firebase                                         | [ 267 ]                            |
| 8 marzo 2017        | Kaggle                          | Scienza dei dati                                               | Stati Uniti   | —                             | Google Cloud Platform                            | [ 268 ]                            |
| 9 marzo 2017        | AppBridge                       | Productivity suite                                             | Stati Uniti   | —                             | Google Docs                                      | [ 269 ]                            |
| 10 maggio 2017      | Owlchemy Labs                   | Studio di realtà virtuale                                      | Stati Uniti   | —                             | Google VR                                        | [ 270 ]                            |
| 12 luglio 2017      | Halli Labs                      | Intelligenza artificiale                                       | India         | —                             |                                                  | [ 271 ]                            |
| 16 agosto 2017      | AIMatter                        | Visione artificiale                                            | Bielorussia   | —                             | YouTube                                          | [ 272 ] [ 273 ] [ 274 ]            |
| 21 settembre 2017   | HTC (porzioni)                  | Talent and intellectual property licenses                      | Taiwan        | $1,100,000,000                | Google Pixel                                     | [ 275 ] [ 276 ] [ 277 ]            |
| 28 settembre 2017   | Bitium                          | Single sign-on and identity management                         | Stati Uniti   | —                             | Google Cloud Platform                            | [ 278 ]                            |
| 9 ottobre 2017      | Relay Media                     | AMP converter                                                  | Stati Uniti   | —                             | Accelerated Mobile Pages                         | [ 279 ]                            |
| 11 ottobre 2017     | 60db                            | Podcast                                                        | Stati Uniti   | —                             | Google Play Music, Google Podcasts               | [ 280 ]                            |
| 11 gennaio 2018     | Redux                           | Audio                                                          | Regno Unito   | —                             |                                                  | [ 281 ] [ 282 ]                    |
| 27 marzo 2018       | Tenor                           | Ricerca di immagini GIF                                        | Stati Uniti   | —                             | Google Images                                    | [ 283 ]                            |
| 9 maggio 2018       | Velostrata                      | Cloud migration                                                | Israele       | —                             | Google Cloud Platform                            | [ 284 ]                            |
| 14 maggio 2018      | Cask                            | Big data, Hadoop                                               | Stati Uniti   | —                             | Google Cloud Platform                            | [ 285 ]                            |
| 6 agosto 2018       | GraphicsFuzz                    | GPU reliability                                                | Regno Unito   | —                             | Android                                          | [ 286 ] [ 287 ]                    |
| 19 settembre 2018   | Senosis                         | Health monitoring                                              | Stati Uniti   | —                             | Nest Labs                                        | [ 288 ]                            |
| 2 ottobre 2018      | Onward                          | Apprendimento automatico, elaborazione del linguaggio naturale | Stati Uniti   | —                             |                                                  | [ 289 ] [ 290 ]                    |
| 28 novembre 2018    | Workbench                       | Education technology                                           | Stati Uniti   | —                             | Google Classroom                                 | [ 291 ]                            |
| 10 dicembre 2018    | Sigmoid Labs                    | Indian railway tracking                                        | India         | $40,000,000                   |                                                  | [ 292 ] [ 293 ]                    |
| 3 febbraio 2019     | Superpod                        | Question and answer app                                        | Stati Uniti   | $60,000,000                   | Google Assistant                                 | [ 294 ] [ 295 ]                    |
| 19 febbraio 2019    | Alooma                          | Big data, cloud migration                                      | Israele       | —                             | Google Cloud Platform                            | [ 296 ] [ 297 ]                    |
| 31 marzo 2019       | Nightcorn                       | Video sharing                                                  | Germania      | —                             | YouTube                                          | [ 298 ]                            |
| 6 giugno 2019       | Looker                          | Big data, analytics                                            | Stati Uniti   | $2,600,000,000                | Google Cloud Platform                            | [ 299 ]                            |

## Dismissioni
Il 10 dicembre 2012, Google vendette le attività di produzione di Motorola Mobility a Flextronics per 75 milioni di dollari. Come parte dell'accordo, Flextronics produrrà Android e altri dispositivi mobili non divulgati. Il 19 dicembre 2012, Google vendette la divisione aziendale Motorola Home di Motorola Mobility ad Arris Group per 2,35 miliardi di dollari in una transazione cash & and-stock. Come parte di questo accordo, Google acquisì una partecipazione del 15,7% nel Gruppo Arris del valore di 300 milioni di dollari.
Il 29 gennaio 2014, Google annunciò che avrebbe ceduto Motorola Mobility a Lenovo per 2,91 miliardi di dollari, una frazione del prezzo originale di 12,5 miliardi di dollari pagato da Google per acquisire la società. Google mantenne tutto tranne 2000 dei brevetti di Motorola e ha stipulò accordi di cross-licensing.